# Ferme à Arles
Ferme à Arles est un tableau réalisé par le peintre français Paul Gauguin en 1888. Cette huile sur toile de format vertical est un paysage qui représente une meule de foin devant un mas provençal à Arles, dans les Bouches-du-Rhône. Passée entre les mains d'Ambroise Vollard, l'œuvre est conservée depuis 1944 au musée d'Art d'Indianapolis, à Indianapolis, dans l'Indiana, aux États-Unis.